# Thereuonema erga
Thereuonema erga är en mångfotingart som beskrevs av Chamberlin 1959. Thereuonema erga ingår i släktet Thereuonema och familjen spindelfotingar. Inga underarter finns listade i Catalogue of Life.